# Inter RAO UES
Die Inter RAO UES (russisch Интер РАО) ist ein russisches Unternehmen mit Sitz in Moskau. Früher Inter RAO UES, inzwischen Inter RAO.
Das Unternehmen ist in der Energiewirtschaft tätig. Verschiedene Atomkraftwerke in Russland sind Eigentum des Unternehmens. Es hat das Monopol für den Import und Export elektrischer Energie. Im Unternehmen waren im Mai 2014 rund 59.670 Mitarbeiter beschäftigt. Das Unternehmen ist an der Börse in Moskau im RTS-Index gelistet (Stand November 2014).